# Villa di Livia

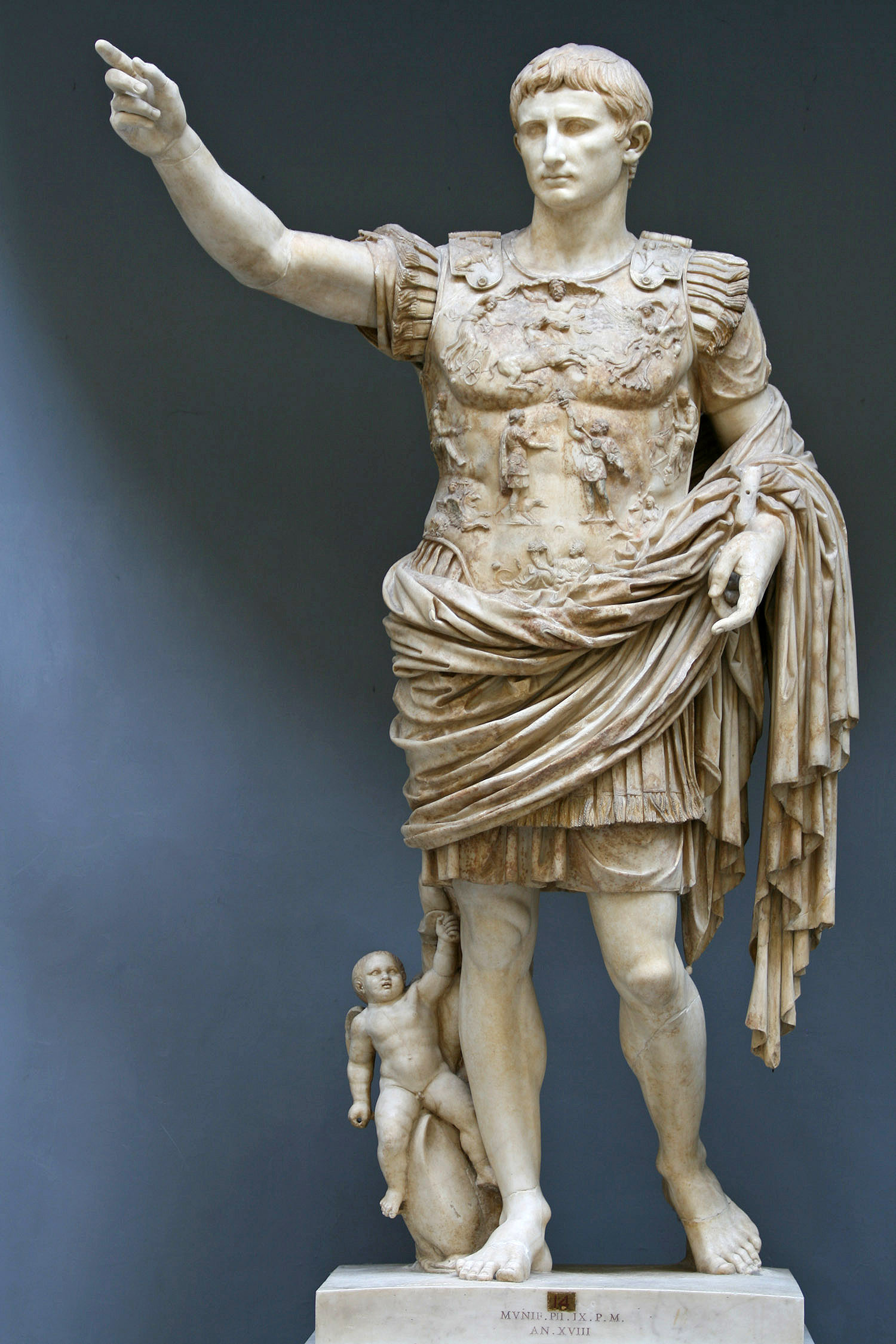
Augustusstatue von Prima Porta, heute in den Vatikanischen Museen

Die Villa di Livia befindet sich im römischen Stadtteil Prima Porta; in römischer Zeit wurde der Ort Ad Gallinas Albas (Bei den weißen Hennen) genannt. Sie entstand am Ende des 1. Jahrhunderts v. Chr. und gehörte wahrscheinlich Livia, der Gemahlin des Kaisers Augustus, und ist somit dem 2. Stil/Architekturstil der Pompejanischen Wandmalerei zuzuordnen. Die Villa wurde bis heute nicht ganz ausgegraben, da die Fläche landwirtschaftlich genutzt wird. Durch diesen Umstand ist der Baubefund gefährdet und wird stetig weiter beschädigt.

## Ad Gallinas Albas
Der Legende nach fiel Kaiserin Livia auf dem Landsitz des Augustus ein weißes Huhn in den Schoß, das von einem Adler fallengelassen wurde. Das Huhn trug einen Lorbeerzweig im Schnabel, der daraufhin eingepflanzt wurde. Aus diesem einen Lorbeerzweig entstand ein Lorbeerhain, aus dem die heiligen Lorbeerzweige der Kaiser geschnitten wurden. Die Nachkommen des weißen Huhnes wurden in der Villa gehalten, die seit dem „Villa ad gallinas albas“ genannt wurde.

## Die Wandmalereien

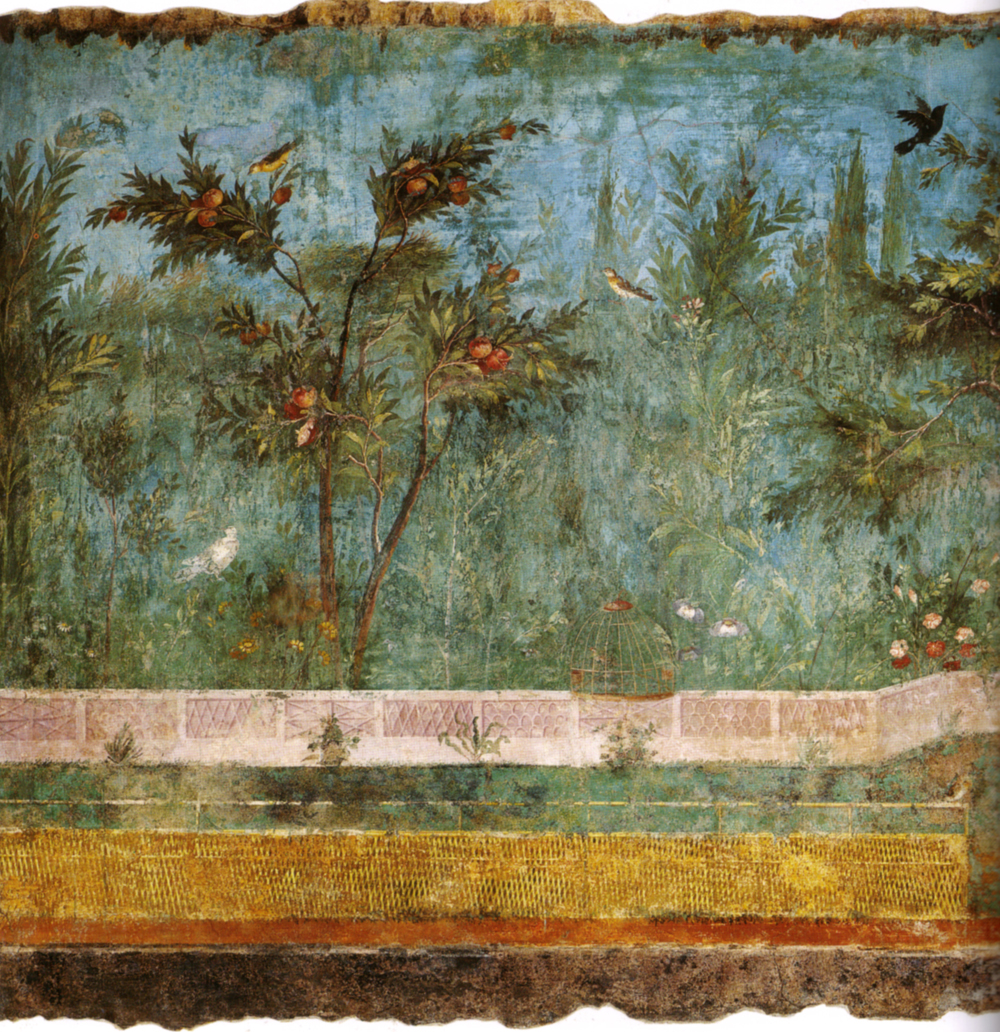
Detail des Gartenfreskos

Bekannt wurde dieses Gebäude für die Wandmalereien im Gartensaal, welche bereits 1863 entdeckt, schließlich 1951 abgenommen und in das Museo Nazionale Romano in Rom gebracht wurden. Sie fassen den Raum vollständig in Pflanzen- und Gartenmotive ein und erzeugen so eine Gartenillusion.

## Der Augustus von Prima Porta
Eine hier gefundene Marmorstatue des Augustus ist ein wichtiges Zeugnis sowohl der römischen Kunst als auch deren politischen Instrumentalisierung. Nach dem Fundort heißt die Statue Augustus von Primaporta und vergleichbare Porträts des Kaisers werden dem Primaporta-Typus zugeordnet.